# 科肖-迪阿罗夏
科肖-迪阿罗夏（義大利語：Cosio di Arroscia），是意大利因佩里亚省的一个市镇。总面积40.53平方公里，人口256人，人口密度6.3人/平方公里（2009年）。ISTAT代码为008023。